# Tour du Sud-Est
O Tour do Sudeste (em francês: Tour du Sud-Est) era uma competição de ciclismo por etapas que se disputava por diferentes departamentos franceses do Sudeste.
A corrida criou-se em 1919 com o nome de Circuito de Provenza, e em 1924 adoptou o nome de Tour du Sud-Est. De 1927 a 1929 também se conheceu como Circuito de Byrrh. Em 1955 a corrida funde-se com o Circuito das 6 Províncias e passa a denominar-se "Tour das Províncias do Sudeste". Em 1964 e 1965 une-se com o "Tour de Var" e muda o nome a "Circuito do Provenzal".
Após uma temporada sem disputar-se, em 1981 cria-se o chamado Circuito do Sudeste. Era uma prova de um único dia. Disputou-se até 1985. Só a edição de 1983 foi por etapas e lha conheceu com seu nome tradicional de Tour do Sudeste.

## Palmarés
| Ano       | Vencedor                    | Segundo                       | Terceiro                              |
| --------- | --------------------------- | ----------------------------- | ------------------------------------- |
| 1919      | Alfred Steux                | Gustave Ganay                 | Emile Lejeune                         |
| 1920      | Francis Pelissier           | Henri Ferrara                 | Marcel Godard                         |
| 1921-1923 | Não disputadas              |                               |                                       |
| 1924      | Alfredo Binda               | Blaise Ameduri                | Joseph Curtel                         |
| 1925      | André Villevieille          | Jean Barthélémy               | Benoit Faure                          |
| 1926      | José Pelletier              | Paul Tramier                  | Jean Hilarion                         |
| 1927      | Joseph Maurel               | François Menta                | Serge Bellagamba                      |
| 1928      | François Menta              | Benoit Faure                  | Antoine Ciccione                      |
| 1929      | Georges Cuvelier            | Louis Bajard                  | Gaspard Rinaldi                       |
| 1930-1937 | Não disputadas'             |                               |                                       |
| 1938      | Oreste Bernardoni           | Louis Aimar                   | Dante Gianello                        |
| 1939      | Nello Troggi                | Fermo Camellini               | Dante Gianello                        |
| 1940-1949 | Não disputadas              |                               |                                       |
| 1950      | Marius Bonnet               | Antonin Canavese              | Emile Rol                             |
| 1951      | Robert Bonnaventure         | Lucien Lazarides              | Jean Robic                            |
| 1952      | Bernard Gauthier            | Gilbert Bauvin                | Michel Llorca René Genin Esprit Maria |
| 1953      | Roger Hassenforder          | Antonin Rolland Nello Lauredi | Jean Dotto                            |
| 1954      | Jean Dacquay                | Francis Siguenza              | Pierre Molineris                      |
| 1955      | Charly Gaul                 | René Privat                   | Fred De Bruyne                        |
| 1956      | Jean Stablinski             | Pierre Gouget                 | Jean-Pierre Schmitz                   |
| 1957      | Jean Graczyk                | Louis Rostollan               | Norbert Verougstraete                 |
| 1958      | Bernard Gauthier            | Manuel Busto                  | Roger Walkowiak                       |
| 1959      | René Privat                 | Raymond Mastrotto             | René Pavard                           |
| 1960      | Tom Simpson                 | Stéphane Lach                 | Valentin Huot                         |
| 1961      | Não disputada               |                               |                                       |
| 1962      | Gérard Thiélin              | René Privat                   | Raymond Mastrotto                     |
| 1963      | Jean-Claude Lebaube         | Raymond Poulidor              | Henri Anglade                         |
| 1964      | Jean-Claude Annaert         | Joseph Groussard              | Victor Van Schil                      |
| 1965      | Espanha Federico Bahamontes | Jan Janssen                   | Tom Simpson                           |
| 1966-1980 | Não disputadas              |                               |                                       |
| 1981      | Marc Revoul                 | Pierre Bazzo                  | Bernard Hinault                       |
| 1982      | Francis Castaing            | Eric Dall'Armelina            | Regis Ovion                           |
| 1983      | Jean-Marie Grezet           | Michel Laurent                | Pascal Simon                          |